# لطيفة جبابدي
لطيفة جبابدي حقوقية مغربية وقيادية بالاتحاد الاشتراكي، ورئيسة اتحاد العمل النسائي سابقًا. وُلدت في 26 يناير عام 1955. حصلت لطيفة جبابدي على وسام ملكي منحها إياه الملك محمد السادس بمناسبة عيد العرش، كانت تُوصف بمُعارضتها للحسن الثاني وعملها النضالي والعلمي.

## تعليمها
حصلت على شهادة في علم الاجتماع عام 1981 من كلية الآداب والعلوم الإنسانية في الرباط بجامعة محمد الخامس. وفي 2000، حصلت على دبلوم في الدراسات العليا النسوية من جامعة مونتريال، كما قدمت أطروحة دكتوراه في علم الاجتماع والتنمية بالجامعة ذاتها حول سياسات دمج المرأة في التنمية.

## عملها
عملت لطيفة في مجال التعليم وأسست العديد من المُنظمات المُدافعة عن حقوق الإنسان، وهي عضو في هيئة الإنصاف والمصالحة. وكذلك أسست منظمة اتحاد العمل النسائي سنة 1987. خلال نفس السنة، احتلت مركز رئيسة التحرير في مجلة من أهم المجلات النسائية في المغرب، 8 مارس حتى عام 1994.
في الفترة من عام 2007 إلى 2011، كانت جبابدي عضوًا في البرلمان المغربي حيث لعبت دورًا رئيسيًا في قضايا التنمية الاجتماعية. كما شغلت منصب مفاوضة في اللجنة الوطنية لحقوق الإنسان. في عام 1998، عينتها الأمم المتحدة سفيرةً للمجتمع المدني لحقوق الإنسان في المغرب العربي والعالم العربي، ومُنسقة للمسيرة العالمية للنساء. نسقت أيضًا المؤتمر الإقليمي للمُنظمات غير الحكومية النسائية الأفريقية في فينا عام 1993. في 2005، كرمتها Vital Voice ومنحتها جائزة القيادة العالمية.